# Marie de l'Incarnation Rosal
Ne doit pas être confondu avec Marie de l'Incarnation ou Barbe Acarie.
Marie de l'Incarnation Rosal (Quetzaltenango, 27 octobre 1815 - Tulcán, 24 août 1886) est une religieuse guatémaltèque, réformatrice et deuxième fondatrice des bethlémites filles du Sacré-Cœur de Jésus.

## Biographie
Elle naît le 26 octobre 1820 à Quezaltenango dans la capitainerie générale du Guatemala et baptisé sous le nom de Vincente Rosal. le jour de sa première communion, elle se consacre à Dieu, se sentant attiré par la présence du Christ dans l'eucharistie. À 15 ans, elle entre dans le beaterio des bethlémites de Guatemala, institution sous la juridiction des frères de Bethléem fondée en 1668 par le frère Rodrigue de La Croix, successeur et continuateur de l'œuvre du frère Pierre de Betancur. Elle s'aperçoit que l'esprit des origines s'est estompé, et se souvient du couvent de Santa Catalina, lieu de paix et de recueillement qu'elle avait visité avant d'entrer dans le beaterio et hésite à rester à Bethléem. Elle commence à étudier l'histoire de l'ordre et les principes du frère Pierre, recommandé par son confesseur à son entrée au noviciat. Le 16 juillet 1838, elle reçoit l'habit des mains du dernier père bethlémite, frère José de San Martin et prend le nom de Marie de l'Incarnation.
Le 26 janvier 1840, elle prononce ses vœux religieux. Pendant les deux années suivantes, elle a une crise spirituelle et se sent physiquement affaiblie. En accord avec la prieure et son confesseur, elle s'installe en juillet 1842 dans le couvent des Catalinas. Là, elle éprouve de la ferveur mais malgré sa paix intérieure, elle souhaite que ses aspects positifs et bénéfiques soient également appliqués à Bethléem et décide de retourner au beaterio. En 1849, elle est élue vicaire du noviciat, une tâche très délicate pour la formation des nouvelles religieuses. En 1855, elle est élue supérieure. Les conseils des dominicains et des jésuites lui font comprendre la nécessité d’élaborer des constitutions religieuses car la communauté est basée sur celle des règles des Pères de Bethléem. Avec la permission de l'évêque, elle commence à les écrire malgré le refus des sœurs aînées.
En 1855, la réformatrice commence officiellement son œuvre en fondant à Quetzaltenango deux écoles mais son apostolat est interrompu au début de la persécution de Justo Rufino Barrios (1873-1885) qui expulse plusieurs institut religieux. Afin de poursuivre son travail d'évangélisation, la réformatrice de l'Ordre Bethlémite vient au Costa Rica en 1877. Elle fonde la première école de femmes à Cartago, à 23 kilomètres de la capitale, où se trouve la basilique Notre-Dame-des-Anges, patronne du Costa Rica. Elle devient chaque jour plus passionné de l'humanité du Christ, le contemplant dans les moments de sa passion, le jeudi saint 1857, elle dit voir Jésus dans la chapelle qui lui demande un culte spécial aux douleurs de son cœur. En 1886, elle fonde un orphelinat à San José. Elle doit cependant de nouveau quitter le pays en 1884 lorsqu'un autre gouvernement prend le pouvoir, qui expulse les ordres religieux et impose une éducation laïque. Mère Encarnación fonde également des maisons en Colombie et en Équateur et subit l'exil imposé par les autorités du Guatemala. Après avoir quitté le Costa Rica, il s’installe en Colombie dans la ville de San Juan de Pasto, elle crée un autre foyer pour filles pauvres et sans défense
Mère Marie Incarnation décède le 24 août 1886 après être tombée du cheval qui la transporte vers le sanctuaire de Las Lajas. Son corps est transféré à Pasto. Elle est béatifiée le 4 mai 1997 par Jean-Paul II.